# Leudeville
Leudeville ist eine französische Gemeinde mit 1.560 Einwohnern (Stand: 1. Januar 2022) im Département Essonne in der Region Île-de-France; sie gehört zum Arrondissement Palaiseau und zum Kanton Brétigny-sur-Orge. Die Einwohner werden Leudevillois genannt.

## Geographie
Leudeville liegt etwa 32 Kilometer südlich von Paris im Hurepoix. Umgeben wird Leudeville von den Nachbargemeinden Brétigny-sur-Orge im Norden und Nordwesten, Le Plessis-Pâté im Norden und Nordosten, Vert-le-Grand im Osten, Vert-le-Petit im Südosten, Saint-Vrain im Süden sowie Marolles-en-Hurepoix im Westen.
Im Norden der Gemeinde liegt ein kleiner Teil des Flugplatzes Brétigny-sur-Orge.

## Bevölkerungsentwicklung
| Jahr                      | 1962 | 1968 | 1975 | 1982 | 1990 | 1999 | 2006 | 2013 |
| Einwohner                 | 512  | 614  | 701  | 803  | 966  | 1187 | 1281 | 1433 |
| Quelle: Cassini und INSEE |      |      |      |      |      |      |      |      |

## Sehenswürdigkeiten
- Flurkreuz aus dem 13. Jahrhundert, Monument historique seit 1950